# Плене-Жюгон (кантон)
Плене-Жюгон (фр. Plénée-Jugon) — кантон во Франции, находится в регионе Бретань, департамент Кот-д’Армор. Входит в состав округа Сен-Бриё.

## История
Кантон образован в результате реформы 2015 года. В его состав вошли упраздненные кантоны Жюгон-ле-Лак и Коллине, а также отдельные коммуны упраздненных кантона Монконтур и Плугена.
С 1 января 2016 года состав кантона изменился: коммуна Доло вошла в состав коммуны Жюгон-ле-Лак; коммуны Коллине, Лангурла,  Ле-Гуре, Плессала, Сен-Гуэно, Сен-Жакю-дю-Мене и Сен-Жиль-дю-Мене образовали новую коммуну Ле-Мене.
До 31 декабря 2016 года шесть коммун кантона входили в округ Динан, пять коммун — в округ Сен-Бриё; с 1 января 2017 года все коммуны кантона входят в округ Сен-Бриё.

## Состав кантона с 1 января 2016 года
В состав кантона входят коммуны (население по данным Национального института статистики за 2019 г.):
- Бреан (1 680 чел.)
- Жюгон-ле-Лак (2 520 чел.)
- Ле-Мене (6 396 чел.)
- Пенгили (607 чел.)
- Пледельяк (1 464 чел.)
- Плене-Жюгон (2 429 чел.)
- Плетан (1 617 чел.)
- Сен-Глен (646 чел.)
- Сен-Тримоэль (521 чел.)
- Трамен (692 чел.)
- Требри (784 чел.)

## Политика
На президентских выборах 2022 г. жители кантона отдали в 1-м туре Эмманюэлю Макрону 30,2 % голосов против 27,7 % у Марин Ле Пен и 17,2 % у Жана-Люка Меланшона; во 2-м туре в кантоне победил Макрон, получивший 56,0 % голосов. (2017 год. 1 тур: Эмманюэль Макрон – 28,0 %, Марин Ле Пен – 20,2 %, Жан-Люк Меланшон – 18,6 %, Франсуа Фийон – 17,1 %; 2 тур: Макрон – 68,7 %. 2012 год. 1 тур: Франсуа Олланд — 32,8 %, Николя Саркози — 23,4 %, Марин Ле Пен — 14,6 %; 2 тур: Олланд — 58,9 %).
С 2015 года кантон в Совете департамента Кот-д’Армор представляют бывший мэр коммуны Требри Дидье Йон (Didier Yon) и бывший мэр коммуны Сен-Жиль-дю-Мене Мартин Пелан (Martine Pélan)(оба ― Разные левые).
|                | Кандидаты                              | Партия                   | Первый тур | Первый тур     | Второй тур | Второй тур |
| Кол-во голосов | Кандидаты                              | Партия                   | % голосов  | Кол-во голосов | % голосов  |            |
| -------------- | -------------------------------------- | ------------------------ | ---------- | -------------- | ---------- | ---------- |
|                | Дидье Йон Мартин Пелан                 | Разные левые             | 3 396      | 75,40          | 3 486      | 76,97      |
|                | Мишель де ла Мардьер Эмманюэль Кьеффер | Национальное объединение | 1 108      | 24,60          | 1 043      | 23,03      |

|                | Кандидаты                      | Партия             | Первый тур | Первый тур     | Второй тур | Второй тур |
| Кол-во голосов | Кандидаты                      | Партия             | % голосов  | Кол-во голосов | % голосов  |            |
| -------------- | ------------------------------ | ------------------ | ---------- | -------------- | ---------- | ---------- |
|                | Моник Амеон Дидье Йон          | Разные левые       | 3 412      | 45,87          | 4 011      | 54,61      |
|                | Флоранс Корбель Сильвен Ореаль | Разные правые      | 2 659      | 35,74          | 3 334      | 45,39      |
|                | Анни Блан Дидье Оде            | Национальный фронт | 1 368      | 18,39          |            |            |